# Čierny Brod
Čierny Brod (ungarisch Vízkelet) ist eine Gemeinde im Westen der Slowakei mit 1620 Einwohnern (Stand 31. Dezember 2024), die zum Okres Galanta, einem Teil des Trnavský kraj gehört.

## Geographie
Die Gemeinde befindet sich im slowakischen Donautiefland am Dudváh und unweit der Čierna voda. Das Gemeindegebiet ist eine entwaldete Ebene mit Au- und Schwarzböden. Das Ortszentrum liegt auf einer Höhe von 118 m n.m. und ist acht Kilometer von Galanta entfernt.

## Geschichte
Der Ort wurde zum ersten Mal 1217/1223 als Kusoud (?) schriftlich erwähnt und gehörte anfangs zum Herrschaftsgut der Pressburger Burg, im 16. Jahrhundert kam er zu jenem von Schintau und schließlich 1817 zu Lanschütz. Das letztere betrieb hier einen Meier und eine ausgedehnte Schafzucht. 1828 zählte man 126 Häuser und 909 Einwohner.
Bis 1918 gehörte der im Komitat Pressburg liegende Ort zum Königreich Ungarn und kam danach zur Tschechoslowakei beziehungsweise heute Slowakei. Auf Grund des Ersten Wiener Schiedsspruches lag er 1939–1945 noch einmal in Ungarn.
1943 wurde der Ort Heď (damals ungarisch Hegy) in die Gemeinde eingegliedert.

## Bevölkerung
| Jahr                | 1994 | 2004    | 2014    | 2024    |
| ------------------- | ---- | ------- | ------- | ------- |
| Anzahl der Personen | 1526 | 1559    | 1605    | 1620    |
| Unterschied         |      | +2,16 % | +2,95 % | +0,93 % |

| Jahr                | 2023 | 2024    |
| ------------------- | ---- | ------- |
| Anzahl der Personen | 1627 | 1620    |
| Unterschied         |      | −0,43 % |

Gemäß der Volkszählung 2011 wohnten in Čierny Brod 1592 Einwohner, davon 1286 Magyaren, 240 Slowaken, sieben Roma, fünf Tschechen und zwei Polen. 52 Einwohner machten keine Angabe. 1.401 Einwohner gehörten zur römisch-katholischen Kirche, 24 Einwohner zur evangelischen Kirche A. B., acht Einwohner zur reformierten Kirche, fünf Einwohner zur griechisch-katholischen Kirche, jeweils drei Einwohner zur orthodoxen Kirche und zur apostolischen Kirche und jeweils ein Einwohner zur altkatholischen Kirche und zur evangelisch-methodistischen Kirche; ein Einwohner war anderer Konfession. 34 Einwohner waren konfessionslos und bei 19 Einwohnern ist die Konfession nicht ermittelt.
Ergebnisse nach der Volkszählung 2001 (1524 Einwohner):
| Nach Ethnie: - 90,16 % Magyaren - 9,38 % Slowaken - 0,33 % Roma - 0,07 % Polen | Nach Konfession: - 94,82 % römisch-katholisch - 2,17 % konfessionslos - 1,97 % evangelisch - 0,13 % keine Angabe - 0,07 % griechisch-katholisch |

## Sehenswürdigkeiten
- römisch-katholische Annakirche im neogotischen Stil aus dem Jahr 1912
- Mariä-Geburt-Kirche im romanischen Stil aus dem frühen 13. Jahrhundert im ehemaligen Dorf Heď, heute ungenutzt
- zwei Kapellen, eine im frühbarocken, die andere im Barockstil